# Štirenica
Štirenica (crkvina, zidna trava, caklenjača, zidarica, končina lat. Parietaria), biljni rod iz porodice koprivovki kojemu pripada dvadesetak vrsta jednogodišnjeg raslinja i trajnica raširenih po svim kontinentima.
U Hrvatskoj rastu tri vrste, uspravna ili ljekovita, luzitanska i razgranjena crkvina.

## Vrste
1. Parietaria alsinefolia Delile
2. Parietaria cardiostegia Greuter
3. Parietaria cretica L.
4. Parietaria debilis G.Forst.
5. Parietaria decoris N.G.Mill.
6. Parietaria elliptica K.Koch
7. Parietaria erronea Panov
8. Parietaria feliciana Phil.
9. Parietaria filamentosa Webb & Berthel.
10. Parietaria floridana Nutt.
11. Parietaria hespera Hinton
12. Parietaria judaica L.
13. Parietaria lusitanica L.
14. Parietaria macrophylla B.L.Rob. & Greenm.
15. Parietaria mauritanica Durieu
16. Parietaria officinalis L.
17. Parietaria pensylvanica Muhl. ex Willd.
18. Parietaria praetermissa Hinton
19. Parietaria rechingeri Chrtek
20. Parietaria rhodopaea Panov
21. Parietaria roschanica Jarman ex Ikonn.
22. Parietaria semispeluncaria Yildirim
23. Parietaria serbica Pancic
24. Parietaria umbricola A.G.Mill.